# Leucitito

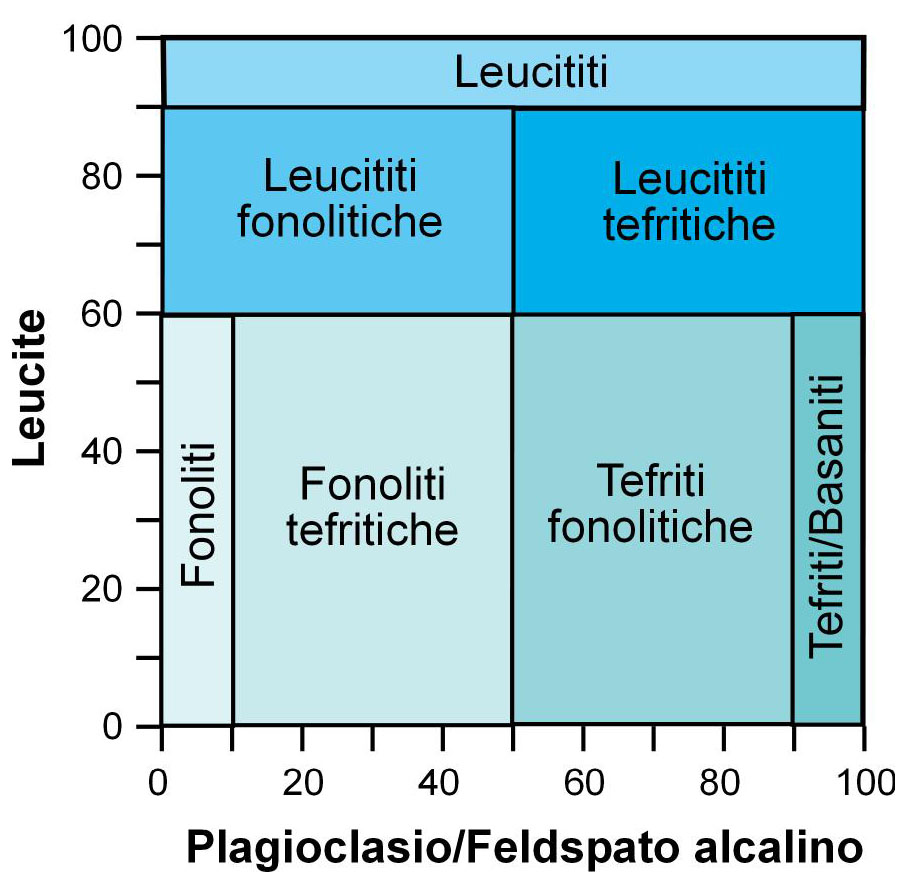
Nomenclatura modal das rochas ricas em leucite.

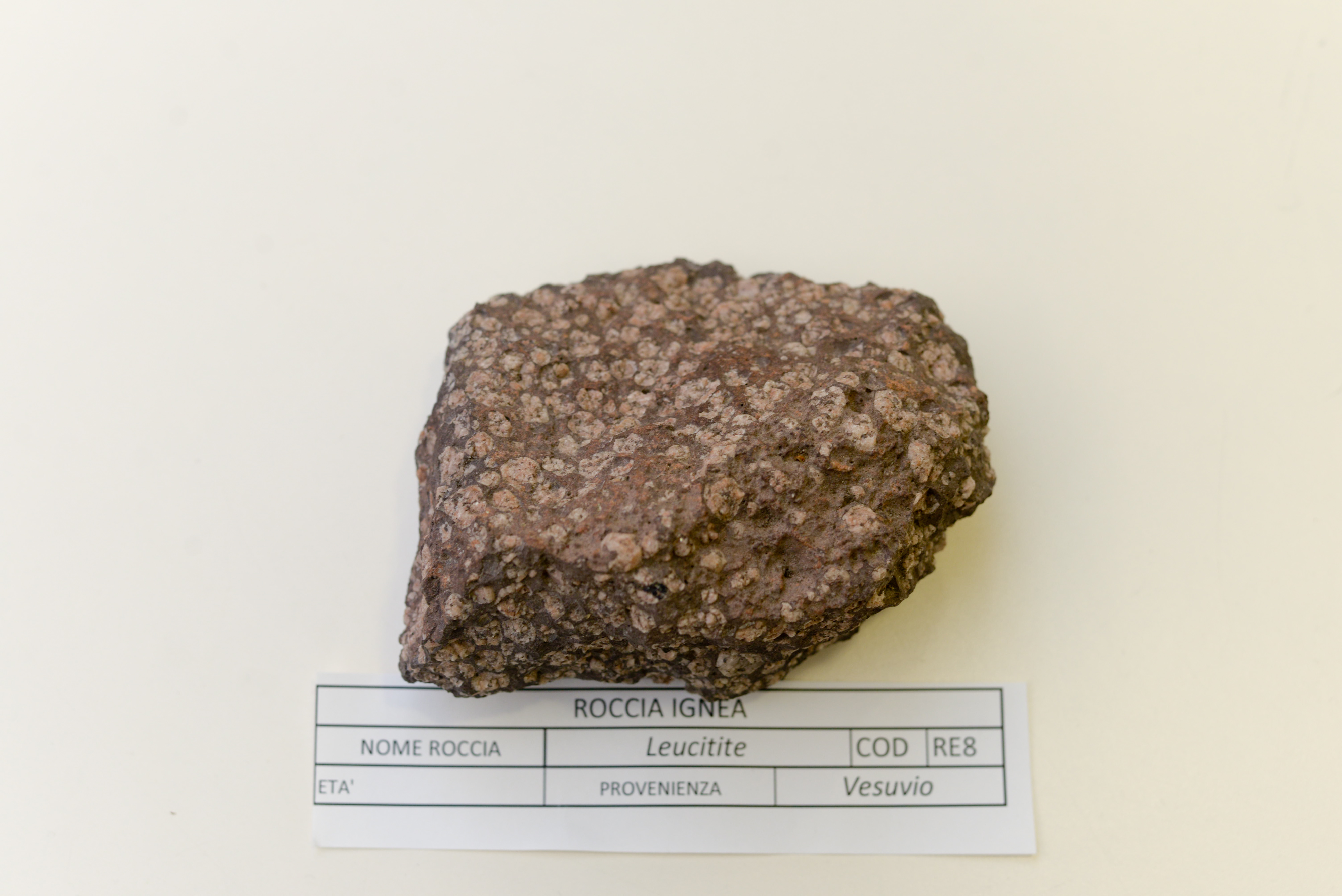
Amostra de leucitito do Vesúvio (Itália).

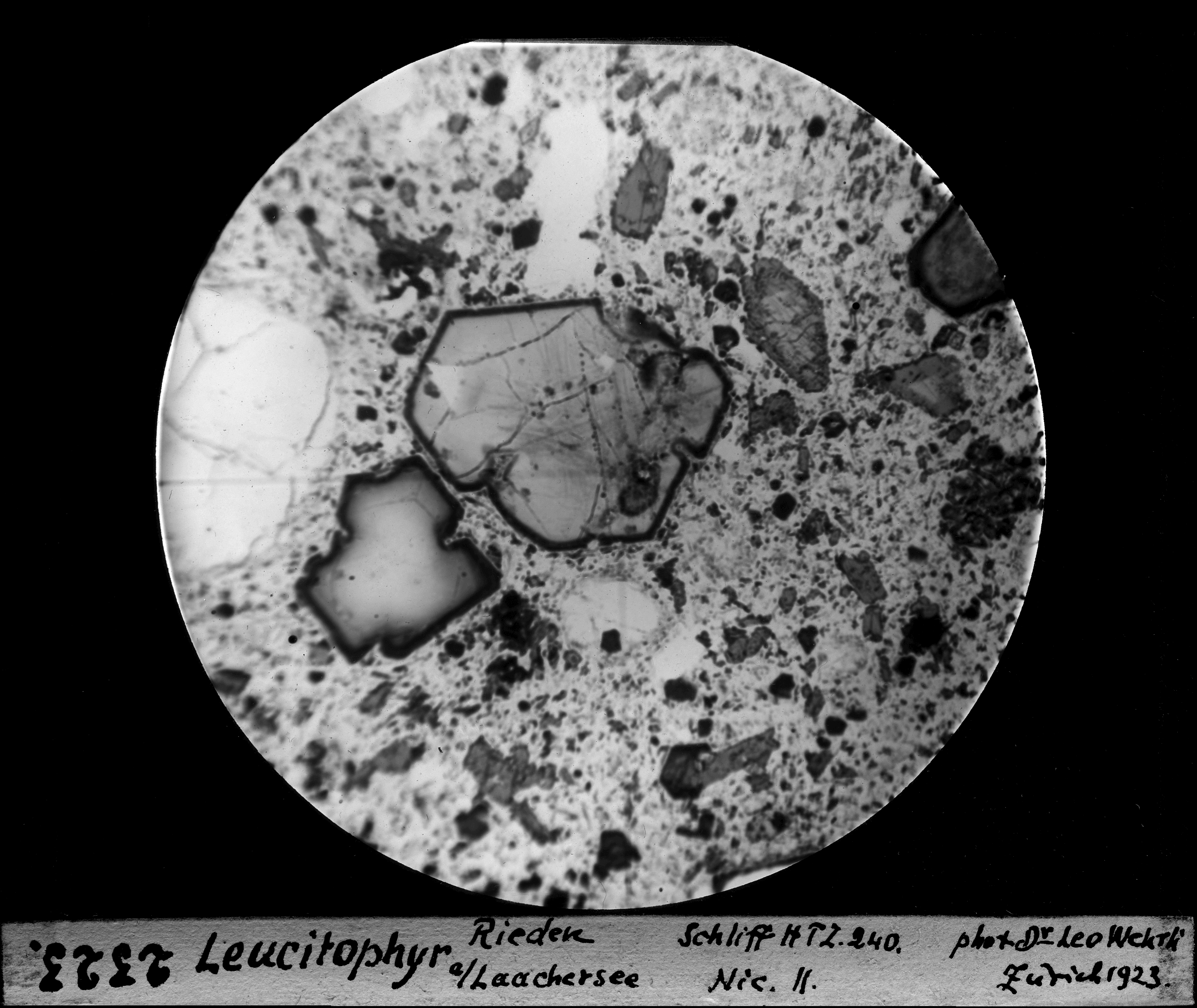
Lâmina delgada de um leucitófiro de Laacher See, Alemanha.

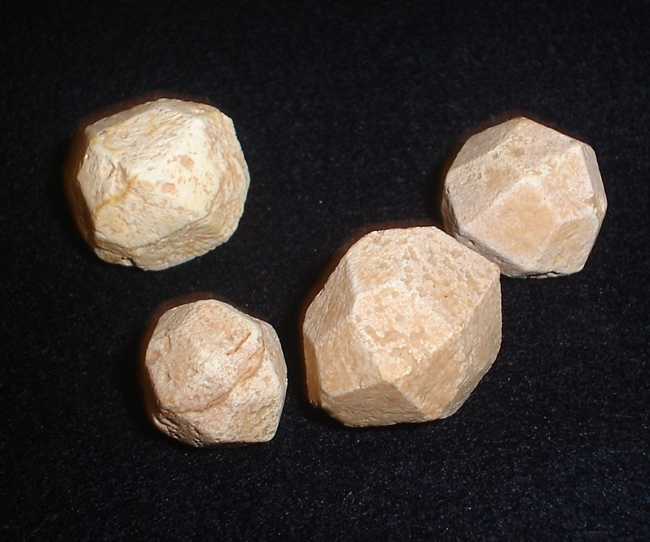
Pseudoleucite de rochas do Maciço Alcalino de São João, Rio de Janeiro, Brasil.

Leucitito, leucitite ou rocha leucítica, é uma rocha extrusiva (vulcanito) que apresenta um teor significativo de leucite e de piroxenas na sua composição mineralógica, podendo conter como minerais acessórios feldspatóides e, por vezes, plagióclase e olivina. Embora relativamente rara, apresenta ampla distribuição geográfica. Esta rocha apresenta uma variedade considerável de tipos, alguns de grande interesse petrográfico. Para que o mineral leucite esteja presente é necessário que a percentagem de sílica no material originário seja baixa, uma vez que a leucite é incompatível com o quartzo livre e reage com ele para formar feldspato de potássio. Devido à sua rápida meteorização, a leucite é mais frequente nas rochas originárias de lavas recentes, ricas em potássio ou, pelo menos, com teor de potássio igual ou superior ao de sódio, pois, se o sódio for abundante, ocorre nefelina em vez de leucite.

## Descrição
O leucitito é uma rocha vulcânica (vulcanito), pertencente à família dos foíditos, constituída maioritariamente por leucite (K[AlSi2O6]) e contendo como minerais acessórios várias clinopiroxenas e olivinas escuras ((Mg,Fe)2[SiO4]). Nesta rocha pode ainda ocorrer a nefelina ou representantes do grupo da sodalita (sodalite, hauynite e noseana), ou ambos, para além de outros constituintes félsicos, mas estes sempre em teor inferior à leucite em termos de quantidade. Se a proporção de leucite (ou do conjunto dos minerais félsicos) nos constituintes félsicos for inferior a 90 %, a rocha é designada por leucitito-tefrítico ou leucitito-fonolítico; se a proporção for inferior a 60 %, a designação após o mineral félsico é abandonada (cf.: a categorização no Diagrama QAPF).   
O leucitito é um exemplo de uma rocha vulcânica sub-saturada (cf.: saturação em silício). Forma-se em produtos de fusão vulcânica sub-saturados em sílica, enriquecidos em potássio.
Nas rochas com idades anteriores ao Terciário, a leucite decompõe-se rapidamente e transforma-se em zeólito, analcite e outros minerais secundários. A leucite também é rara em rochas plutónicas e diques, mas a presença de leucite em sienitos e em tinguaítos testemunha a possibilidade de ocorrência desta forma. A forma arredondada dos cristais de leucite, a sua cor branca ou cinzenta e a ausência de clivagem planar tornam a presença de leucite facilmente determinável em muitas destas rochas por inspeção visual, especialmente quando os cristais são grandes.

### Características
O leucitito é uma rocha cinzenta a cinzenta escura, dependendo da proporção de cristais injectados. Tem frequentemente uma estrutura porfirítica com cristais de cor clara bem desenvolvidos sob a forma de icositetraedros (anteriormente também designados por leucitoedra) de leucite e cristais ortorrômbicos escuros de olivina, que se encontram embebidos numa massa matricial de grão fino. Especialmente quando ocorra em formações subvulcânicas, o leucitito também pode ser de grão fino uniforme, onde os cristais de leucite se apresentam por vezes com arestas menos vivas com a diminuição do tamanho.
O leucitito é utilizada na construção civil para pavimentos e degraus.

### Distribuição
Tendo em conta que os leucititos são uma rocha vulcânica, os depósitos também devem ser classificados como quase vulcânicos, o que, dadas as caratceríticas de composição destas rochas, leva a que sejam frequentemente atribuído ao vulcanismo anorogénico (vulcanismo intraplaca).
Na placa Euroasiática, os leucititos podem ser encontrados, por exemplo, no Eifel perto de Mayen e Hillesheim (Alemanha), raramente no Vogelsberg, e no resto da Europa na zona rural italiana da Toscana, perto da cidade de Vallerano, e na República Checa na área em torno de Valeč v Čechách. A zona vulcânica da Itália central, com o Monte Vesúvio, é também um importante depósito europeu.

### Pseudoleucites
Nos leucititos ocorrem frequentemente pseudoleucites, estruturas arredondadas constituídas por feldspato, nefelina, analcite e minerais similares, que apresentam a forma, a composição e, por vezes, até a forma cristalina exterior da leucite. São provavelmente pseudomorfos ou paramorfos, que se desenvolveram a partir da leucite, porque este mineral não é estável a temperaturas normais e é de esperar que, em condições favoráveis, sofra uma transformação espontânea num agregado de outros minerais. A leucite é muitas vezes acompanhada por nefelina, sodalite ou noseana. Outros minerais que aparecem com alguma frequência são a melanite, a granada e a melilite.

## Outras ocorrências de rochas leucíticas
Para além dos leucititos propriamente ditos, ocorrem outras rochas ricas em leucite que formam um grupo de rochas leucíticas, maioritariamente extrusivas, mas nalguns casos plutónicas. 

### Ocorrência em rochas lávicas
A maior parte das rochas que contêm leucite são, de longe, originárias de lavas de idade geológica terciária ou recente. Embora estas nunca contenham quartzo, o feldspato está geralmente presente, embora existam certos grupos de lavas leucíticas que não são feldspáticas. Muitas delas contêm também nefelina, sodalite, hauynite e noseana. O mineral muito mais raro melilite aparece também nalguns exemplos. O mineral ferromagnesiano mais comum é a augite (por vezes rica em sódio), com olivina nas variedades mais básicas. A hornblenda e a biotite também ocorrem, mas são menos comuns. A melanite encontra-se nalgumas rochas lávicas, tal como nos sienitos leucíticos. 
Um leucitito extrusivo, rico em olivina e clinopiroxenas, com uma massa matricial vítrea rica em sódio, é por vezes designado por ugandito, embora esta terminologia não seja recomendada e tais rochas sejam melhor descritas como leucititos olivínicos.
As rochas em que a ortoclase, ou sanidina, está presente em quantidade considerável são os traquitos leucíticos, os fonolitos leucíticos e os leucitofiros. Destes grupos, os dois primeiros, que não são nitidamente distinguidos um do outro pela maioria dos autores, são comuns na vizinhança de Roma. São de aspeto traquítico, contendo fenocristais de sanidina, leucite, augite e biotite. A sodalite ou a hauynite podem também estar presentes, mas a nefelina está tipicamente ausente. As rochas desta classe ocorrem também nos tufos dos Campi Flegrei (Campos Flegraicos), perto de Nápoles.
Os leucitofiros são rochas raras que foram descritas em várias partes do distrito vulcânico do Reno (entre outras localidades em Olbrück e no Laacher See) e no Monte Vulture em Itália. São ricas em leucite, mas contêm também alguma sanidina e frequentemente muita nefelina com hauynite ou noseana. Entre as piroxenas contêm principalmente aegirina ou aegirina-augite, com algumas destas rochas a serem ricas em melanite. As lâminas finas de algumas destas rochas são de grande interesse devido à sua beleza e à variedade de minerais feldspatóides que contêm. No Brasil foram encontrados leucitofiros que pertencem ao período Carbonífero.
As rochas leucíticas que contêm abundantemente feldspato plagioclásico essencial são conhecidas como tefritos leucíticos e basanitos leucíticos. As primeiras são constituídas principalmente por plagioclase, leucite e augite, enquanto as segundas contêm também olivina. A leucite está muitas vezes presente em dois conjuntos de cristais, tanto porfiríticos como como um ingrediente da matriz da rocha. É sempre idiomórfica, com contornos arredondados. O feldspato varia entre a bytownite e a oligoclase, sendo geralmente uma variedade de labradorite. A ortoclase é escassa nestas rochas. A augite varia muito em termos de química e carácter óptico, sendo verde, castanha ou violeta (sugerindo um elevado teor de Na e Ti), mas raramente é suficientemente rica em Na e Fe para se qualificar como aegirina-augite ou aegirina. 
Entre os minerais acessórios, a biotite, a hornblenda castanha, a hauynite, os óxidos de ferro e a apatite são os mais comuns. A melanite e a nefelina também podem ocorrer. A matriz destas rochas só ocasionalmente é rico em material vítreo. Os tefritos leucíticos e os basanitos leucíticos do Vesúvio e do Monte Somma são exemplos conhecidos desta classe de rochas. São de cor negra ou cinzenta-acinzentada, muitas vezes vesiculares, e podem conter muitos fenocristais cinzentos grandes de leucite. A augite preta e a olivina verde-amarelada são também facilmente observadas em espécimes de mão. Dos vulcões da Sardenha e de Roccamonfina obtêm-se rochas semelhantes. Ocorrem também na Boémia, em Java, Sulawesi, Kilimanjaro (África) e perto de Trebizonda, na Ásia Menor.
As lavas leucíticas que não contêm feldspato dividem-se em leucititos e basaltos leucíticos. Estas últimas contêm olivina, as primeiras não. A piroxena é o mineral ferromagnesiano habitual e assemelha-se ao dos tefritos e basanitos. Sanidina, melanite, hauynite e perovskite são minerais acessórios frequentes nestas rochas, e muitas delas contêm melilite em alguma quantidade. A conhecida leucitite do Capo di Bove, perto de Roma, é rica neste mineral, que forma placas irregulares, amarelas nos espécimes de mão, envolvendo muitos pequenos cristais arredondados de leucite. Bracciano e Roccamonfina são outras localidades italianas para a leucite, e em Java, Montana, Celebes e Nova Gales do Sul ocorrem rochas semelhantes. Os basaltos leucíticos pertencem a tipos mais básicos e são ricos em olivina e augite. Ocorrem em grande número no distrito vulcânico do Reno (Eifel, Laacher See) e na Boémia, e acompanham tefrites ou leucites em Java, Montana, Celebes e Sardenha. O peperino de Roma é um tufo vulcânico rico em leucite.

### Ocorrência de leucite em rochas plutónicas
As rochas plutónicas que contêm leucite são o sienito leucítico e o missourito. A primeira é constituída por ortoclase, nefelina, sodalite, diopside e aegirina, biotite e esfeno. São conhecidas duas ocorrências, uma no Arkansas e outra em Sutherland, Escócia. A rocha escocesa foi designada por borolanito.
Ambos os exemplos mostram grandes manchas arredondadas nos espécimes de mão, constituídas por pseudoleucites que, ao microscópio, provam ser constituídas por ortoclases, nefelina, sodalita e produtos de decomposição. Estes têm um arranjo radiado externamente, mas são de estrutura irregular nos seus centros. Em ambas as rochas a melanite é um mineral acessório importante. Os missouritos são mais máficos e consistem em leucite, olivina, augite e biotite. A leucite está parcialmente fresca e parcialmente alterada para analcite, e a rocha tem um carácter manchado que recorda o dos sienitos leucíticos. Foi encontrada apenas nas Montanhas Highwood (Highwood Mountains), de Montana.
As rochas provenientes de diques que contêm leucite são membros dos grupos tinguaíto e monchiquito. Os tinguaitos leucíticos são geralmente de cor cinzenta clara ou esverdeada e consistem principalmente em nefelina, feldspato alcalino e aegirina. Este último mineral forma manchas verdes brilhantes, semelhantes a musgo, e crescimentos de forma indefinida ou, noutros casos, prismas aciculares dispersos, entre os feldspatos e nefelinas da matriz da rocha.
Quando a leucite ocorre, é sempre euédrica em cristais pequenos, equantes e multifacetados na matriz da rocha, ou em massas maiores que têm os mesmos caracteres que as pseudoleucites. A biotite ocorre em algumas destas rochas, e a melanite também está presente. A quantidade de nefelina diminui à medida que a leucite aumenta, uma vez que as abundâncias das duas reflectem a relação Na:K da rocha. As rochas deste grupo são conhecidas do Rio de Janeiro, Arkansas, Península de Kola (na Rússia), Montana e alguns outros lugares.
Na Groenlândia há tinguaítos ricos em leucite com muita arfvedsonite, hornblenda e eudialite. Onde quer que ocorram, acompanham os sienitos leucíticos e nefelínicos. 
Os monchiquitos ricos em leucite são rochas escuras de grão fino constituídas por olivina, augite titanífera e óxidos de ferro, com uma matriz constituída por massa vítrea, na qual se encontram dispersos pequenos cristais arredondados de leucite. Foram descritos na Eslováquia.